# Karl Robert Brandt
Karl Robert Brandt (ur. 1892 r. we Wrocławiu, zm. 1953 r. w Duisburgu) – niemiecki grafik, członek Kłodzkiej Grupy Artystycznej. Od 1917 roku pracował jako nauczyciel w Brzeźnicy koło Barda. Uprawiał głównie liternictwo artystyczne, projektował plakaty, ozdobne dokumenty, ekslibrisy i herby. Po zakończeniu II wojny światowej osiedlił się w zachodnich Niemczech. Autor artykułów o sztuce ludowej i kościelnej ziemi kłodzkiej.